# Nicht fummeln, Liebling
Nicht fummeln, Liebling! (Schreibweise laut Kinoplakat und Drehbuchautor Werner Enke eigentlich Nicht fummeln Liebling!) ist eine deutsche Filmkomödie von May Spils aus dem Jahr 1970. Die weibliche Hauptrolle spielte Gila von Weitershausen, die männliche Hauptrolle Werner Enke, der (unter seinem Pseudonym Peter Schlieper) auch für das Drehbuch verantwortlich zeichnete. 

## Inhalt
Charly ist zu Hause rausgeflogen und wohnt jetzt bei seinem Kumpel Harry, der wiederum in einer Art Kommune von potenziellen Kaufhausbrandstiftern lebt. Als Charly unversehens von der Polizei verhaftet wird, kann er sich mit Hilfe einer Polizeiuniform und der Studentin Christine befreien. Charly lädt seine neue Freundin ein, ihn abends in dem Kaufhaus zu besuchen, in dem der Brandanschlag geplant ist. Nachdem diese dort eingetroffen ist, haben beide anderes im Sinn als die „revolutionäre Aktion“. Als nun auch noch die zwei von den potenziellen Brandstiftern engagierten Kleinkriminellen die Wursttheke des Kaufhauses plündern, lösen sie einen Alarm aus, durch den ein endgültiges komödiantisches Chaos entsteht.

## Hintergrund
Der Film ist zwar keine Fortsetzung des Films Zur Sache, Schätzchen von 1968, ist aber vom Geist seines Vorgängers beseelt. Er gehört zur Kategorie des „Jungen Deutschen Films“. 
Wie sein Vorgänger stellt auch dieser Film neue Wörter heraus, z. B. bollerig, abgelascht, Pseudosoph und Wurstomane.
Der Film nimmt Bezug auf die Kaufhaus-Brandstiftungen am 2. April 1968 von Baader, Ensslin u. a.

## Rezeption
Nicht fummeln Liebling! war 1970 zusammen mit der Walt-Disney-Produktion Ein toller Käfer der erfolgreichste Film in den deutschen Kinos.
Filmecho 1970: Indexzahl 1,4; damals wurden im Filmecho keine Besucherzahlen veröffentlicht, sondern nur so genannte Indexzahlen; der unerreichbare Höchstwert war 1,0.

## Kritik
„Weniger originell als der Vorgänger, dennoch ein amüsantes Schelmenstück aus der Münchener Subkultur der späten 60er Jahre.“

„Hat die Freiheit, hat den Charme nicht mehr, die an 'Schätzchen' bezauberten.“

„Sozusagen die weiter entwickelte, präziser formulierte, konzentriertere Version von "Zur Sache, Schätzchen" – die gelungenere Neuverfilmung eines schon gelungenen ersten Versuchs.“

„‚Nicht fummeln, Liebling‘ ist Literatur auf den zweiten Blick. Charly, Subjekt und Objekt eines grotesken Bilderbogens, mit dem May Spils zeigt, daß sie erzählen kann, hat große Verwandte. Der Voltairsche Candide, der sich naiv durch die Welt fragt, Peregrine Pickle und Tom Jones gehören dazu. Und (…) Zazie, die freche Provinzgöre in Paris, die (…) Louis Malle ins Bild setzte.“

„Trotz dürftigen Drehbuchs, trotz Wiederholungen und Verlusts des Schwungs und der Originalität des ersten Films Zur Sache Schätzchen ist diese Fortsetzung immerhin noch um einiges unterhaltsamer als die üblichen Schwabing-Streifchen.“

„Tatsächlich ist Enkes zweiter Film heute noch so frisch und witzig wie damals, ein Feuerwerk unvorhersehbarer surrealer Sprüche“

## Auszeichnungen
- 1970: Ernst-Lubitsch-Preis